# Listă de regizori de film - L
|  | Liste alfabetice de regizori de film A - B - C - D - E - F - G - H - I - J - K - L - M - N - O - P - Q - R - S - T - U - V - W - X - Y - Z |

| - Neil LaBute - Lothar Lambert - Gerhard Lamprecht (1997 - 1974) - John Landis (* 1950) - Fritz Lang (1890 - 1976) - Walter Lang - Claude Lanzmann (* 1925) - John Lasseter (* 1957) - Charles Laughton (1899 - 1962) - Lau Lauritzen senior (1878 - 1938) - David Lean (1908 - 1991) - Patrice Leconte (* 1947) - Mimi Leder (* 1957) - Ang Lee (* 1954) - Christopher Lee (* 1922) - Spike Lee (* 1957) - Mike Leigh (* 1943) - Mitchell Leisen (1898 - 1972) - Claude Lelouch (* 1937) | - Klaus Lemke (* 1940) - Paul Leni (1885 - 1929) - Sergio Leone (1929 - 1989) - Richard Lester (* 1932) - Henry Levin (1909 - 1980) - Barry Levinson (* 1942) - Dani Levy (* 1957) - Hershell Gordon Lewis - Jerry Lewis (* 1926) - Joseph H. Lewis (1900 - ?) - Peter Lilienthal (* 1929) - Max Linder - Willy Lindwer - Caroline Link - Richard Linklater (* 1960) - Niki List - Frank Lloyd (1886 - 1960) - Harold Lloyd - Ken Loach (* 1936) - Ulli Lommel (* 1944) | - Konstantin Lopuschankski - Del Lord - Peter Lord (*1953) - Rolf Losansky (* 1931) - Joseph Losey (1909 - 1984) - Ernst Lubitsch (1892 - 1947) - George Lucas (* 1944) - Baz Luhrmann - Sidney Lumet (1924 - 2011) - Auguste și Louis Lumière - Leopold Lummerstorfer - Bigas Luna - Ida Lupino - Len Lye (1901 - 1980) - David Lynch (* 1946) - Adrian Lyne (* 1941) - Jonathan Lynn |